# Janez I. Egmontski
Janez I., gospod Egmontski (pred 1310 – 28. december 1369)  je bil gospod Egmontski, gospod IJsselsteinski, Zevenhuizena in Zegwaarda, sodni izvršitelj Kennemerlanda (1353-1354) in grofov namestnik Holandije.

## Življenje
Bil je sin Valterja II. in njegove žene Beatrice Doortogneške. Prvič se omenja leta 1328, ko se bori v bitki pri Casslu in spremlja nizozemskega grofa Viljema III. v Flandrijo, da bi pomagal flamskemu grofu pri zatiranju upora v Bruggeu in okolici.
Leta 1343 je član skupine sodnih izvršiteljev, ki upravljajo Holandijo, medtem ko grof potuje. Leta 1344 je v fevd prejel grad Nieuwendoorn. Sodeloval je v tretji križarskem pohodu grofa Viljema IV. v Prusijo in pri obleganju Utrechta leta 1345, ne pa tudi v katastrofalni bitki pri Warnsu kasneje istega leta.
V naslednjih letih je igral pomembno vlogo v holandski politiki. Leta 1350 je bil eden od podpisnikov pogodbe o zavezništvu trske, ki je sprožila vojne med trnkom in trsko . Sodeloval je v bitki pri Naardnu leta 1350 in v bitki pri Zwartewaalu leta 1351. Nato so ga poslali v Anglijo, da posreduje v sporu med grofico Margareto in njenim sinom, grofom Viljemom V., vendar ni bil uspešen.
Ko se je vrnil v Holandijo, je leta 1355 začel kampanjo proti meščanom Bunschotena. Pozimi 1356 je po grofovem ukazu oblegal grad Nyevelt in ga po sedemtedenskem obleganju zavzel. Leta 1356 ga je Viljem V. skupaj z bratom Geritom imenoval za guvernerja območja nad Meuso. Leta 1358 je Albert brat Viljema V. razglasil za norega. Janez I. Egmontski je bil član regentskega sveta. Leta 1359 je bil eden od voditeljev Trske, ki je podpisal spravo z mestom Delft.
Leta 1363 je njegov tast, gospod Arnold IJsselsteinski umrl in Janez I. Egmontski je podedoval gospostvo IJsselsteina.
Umrl je leta 1369 in bil pokopan v cerkvi v IJsselsteinu.

## Poroka in potomci
Poročil se je z Gvido IJsselsteinsko in imel naslednje otroke:
- Arnold ( ok. 1337 – 1409), njegov naslednik
- Gerit
- Albert, kanonik v Utrechtu
- Beatrisa, poročena z Gisbertom Vianenskim
- Berta
- Marija (ok. 1384 ), poročena s Filipom IV. Wassenaarskim
- Katarina, poročena z Bartolomejem iz Raephorsta
- Antonija, opatinja v 's-Hertogenboschu
- Elizabeta
- Greta